# Лесной (Бобровский сельсовет)
Лесно́й — посёлок в Первомайском районе Алтайского края России. Входит в состав Бобровского сельсовета.

## География
Посёлок Лесной расположен на юге Первомайского района в лесостепной зоне Алтайского края, богатой чернозёмными почвами и лесами.
Климат
Поселение расположено в умеренном климатическом поясе, в котором характерна смена погоды, суровые морозные зимы, лето жаркое и короткое. Продолжительность периода с устойчивым снежным покровом составляет 160—170 дней, абсолютный минимум температуры воздуха достигает −50 °C. Средняя температура января −19,9 °C, июля — +19 °C. Безморозный период длится 110—115 дней, абсолютный максимум температуры воздуха достигает +33-35 °C. Годовое количество атмосферных осадков — 460 мм.
Уличная сеть
В посёлке 4 улицы: Алтайская, Центральная, Лесная и Полевая.
Расстояние до
- районного центра Новоалтайск: 21 км.
- краевого центра Барнаул: 50 км.

Ближайшие населенные пункты
Бобровка 9 км, Фирсово 10 км, Санниково 11 км, Сосновка 14 км, Покровка 14 км, Берёзовка 17 км.

## Население
| 1997 | 1998 | 1999 | 2000 | 2001 | 2002 | 2003 |
| ---- | ---- | ---- | ---- | ---- | ---- | ---- |
| 821  | ↗847 | ↗866 | ↘823 | ↘815 | ↗852 | ↘851 |
| 2004 | 2005 | 2006 | 2007 | 2008 | 2009 | 2010 |
| ↘756 | ↗774 | ↗816 | ↗840 | ↗842 | ↗847 | ↘494 |
| 2011 | 2012 | 2013 |      |      |      |      |
| ↗810 | ↘808 | →808 |      |      |      |      |

На 2018 год население посёлка составляет 877 человек.

## История
В 1929 году во время строительства Барнаульского канифольного завода происходило образование новых участков, на которых заготавливали сырьё для будущего производства. Один из лесхозов был в Бобровке, при нём создано 17 участков, в которых жили мастеровые, в том числе, в посёлке Лесной.
27 октября 1947 года в соответствии со специальным постановлением Правительства и Совета Министров лесного хозяйства на базе Бобровского лесничества был создан лесхоз. В его состав вошли 20 населенных пунктов, в числе которых был и посёлок Лесной.

## Инфраструктура
В посёлке работают СНП «Исток», ООО «Взгляд», ООО «Капиталстройплюс», ООО «СМР», ООО «Фактор», торговая компания ООО «АСВ» и другие предприятия разных форм собственности, рядом расположено садоводство «Лесные Поляны». В посёлке есть МКОУ «Лесная ООШ», Центр социальной помощи «Бобровский», краевое государственное бюджетное стационарное учреждение социального обслуживания «Первомайский психоневрологический интернат». Бобровская участковая больница предоставляет услуги специалистов, в посёлке построен новый ФАП.
Транспорт
Село соединяет с районным и областным центром федеральная автомагистраль Р-256 Чуйский тракт (Новосибирск—Бийск—Монголия) и сеть региональных автодорог. Ближайшая железнодорожная станция находится на расстоянии 21 км в городе Новоалтайск (станция Алтайская).